# Бурильський сільський округ
Бури́льський сільський округ (каз. Бурыл ауылдық округі, рос. Бурылский сельский округ) — адміністративна одиниця у складі Байзацького району Жамбильської області Казахстану. Адміністративний центр — село Бурил.
Населення — 11866 осіб (2021; 10292 у 2009, 8061 у 1999, 7380 у 1989).
Станом на 1989 рік існувала Рівненська сільська рада (села Багара, Жанасаз, Кумжата, Рівне). 1997 року до складу округу було включено село Коктал ліквідованого Коктальського сільського округу. 2002 року село Коктал утворило відновлений Коктальський сільський округ, село Жанасаз передано до складу відновленого Сазтерецького сільського округу. 2015 року село Торткул (колишнє село Багара) було передано до складу Жалгизтобинського сільського округу.

## Склад
До складу округу входять такі населені пункти:
| Населений пункт | Старі назви | Населення, осіб (1989) | Населення, осіб (1999) | Населення, осіб (2009) | Населення, осіб (2021) |
| --------------- | ----------- | ---------------------- | ---------------------- | ---------------------- | ---------------------- |
| Бурил, село     | Рівне       | 4760                   | 5033                   | 6689                   | 7532                   |
| Кумжота, село   | Кумжата     | 2620                   | 3028                   | 3603                   | 4334                   |